# Loro Ciuffenna
Loro Ciuffenna é uma comuna italiana da região da Toscana, província de Arezzo, com cerca de 5 174 habitantes. Estende-se por uma área de 86 km², tendo uma densidade populacional de 60 hab/km². Faz fronteira com Castel Focognano, Castel San Niccolò, Castelfranco di Sopra, Castiglion Fibocchi, Ortignano Raggiolo, Talla, Terranuova Bracciolini.
Pertence à rede das Aldeias mais bonitas de Itália.

## Demografia
| Variação demográfica do município entre 1861 e 2011                               |
|                                                                                   |
| Fonte: Istituto Nazionale di Statistica (ISTAT) - Elaboração gráfica da Wikipedia |